# Elements of Rock

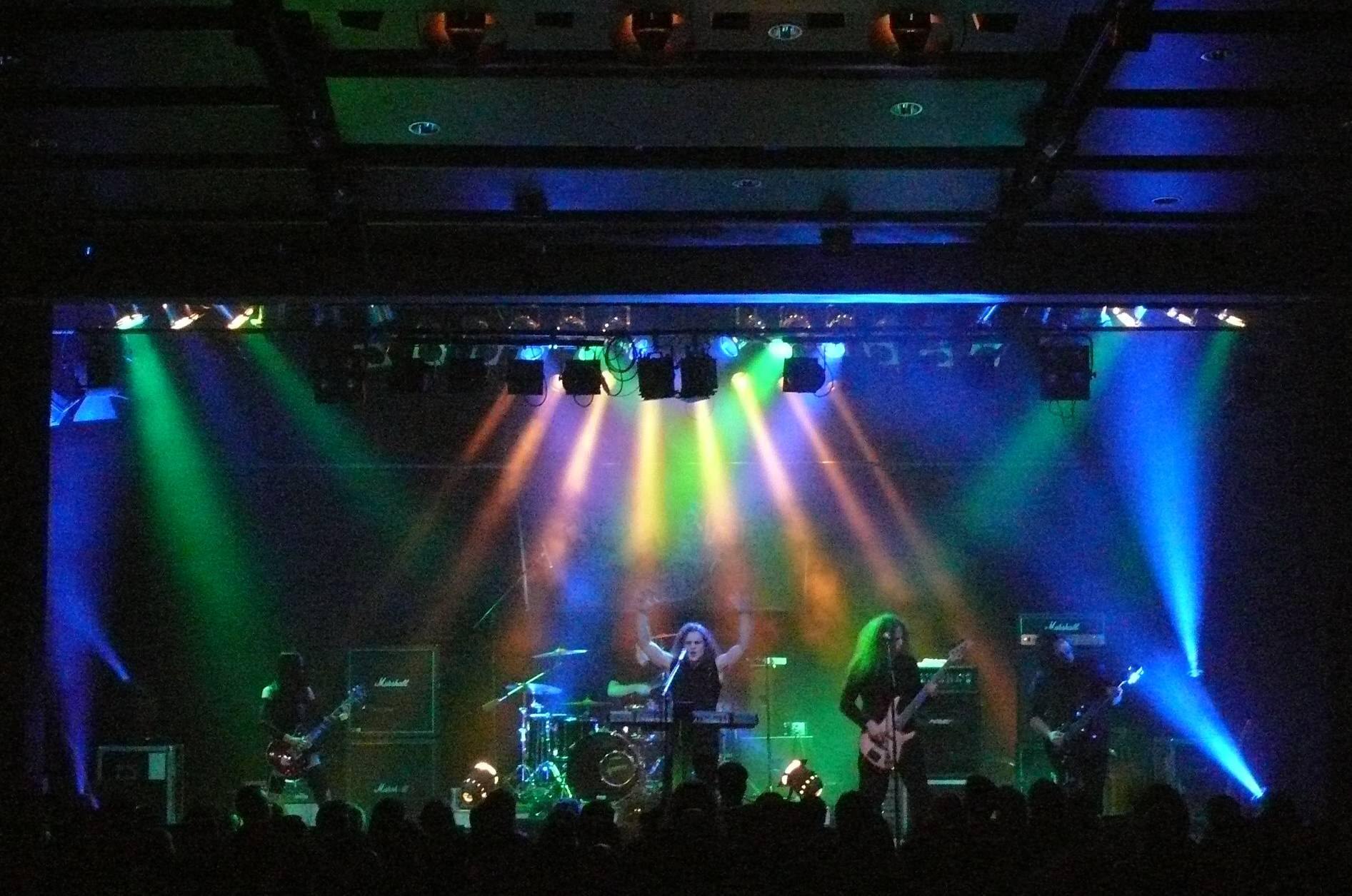
Virgin Black beim Elements of Rock 2007

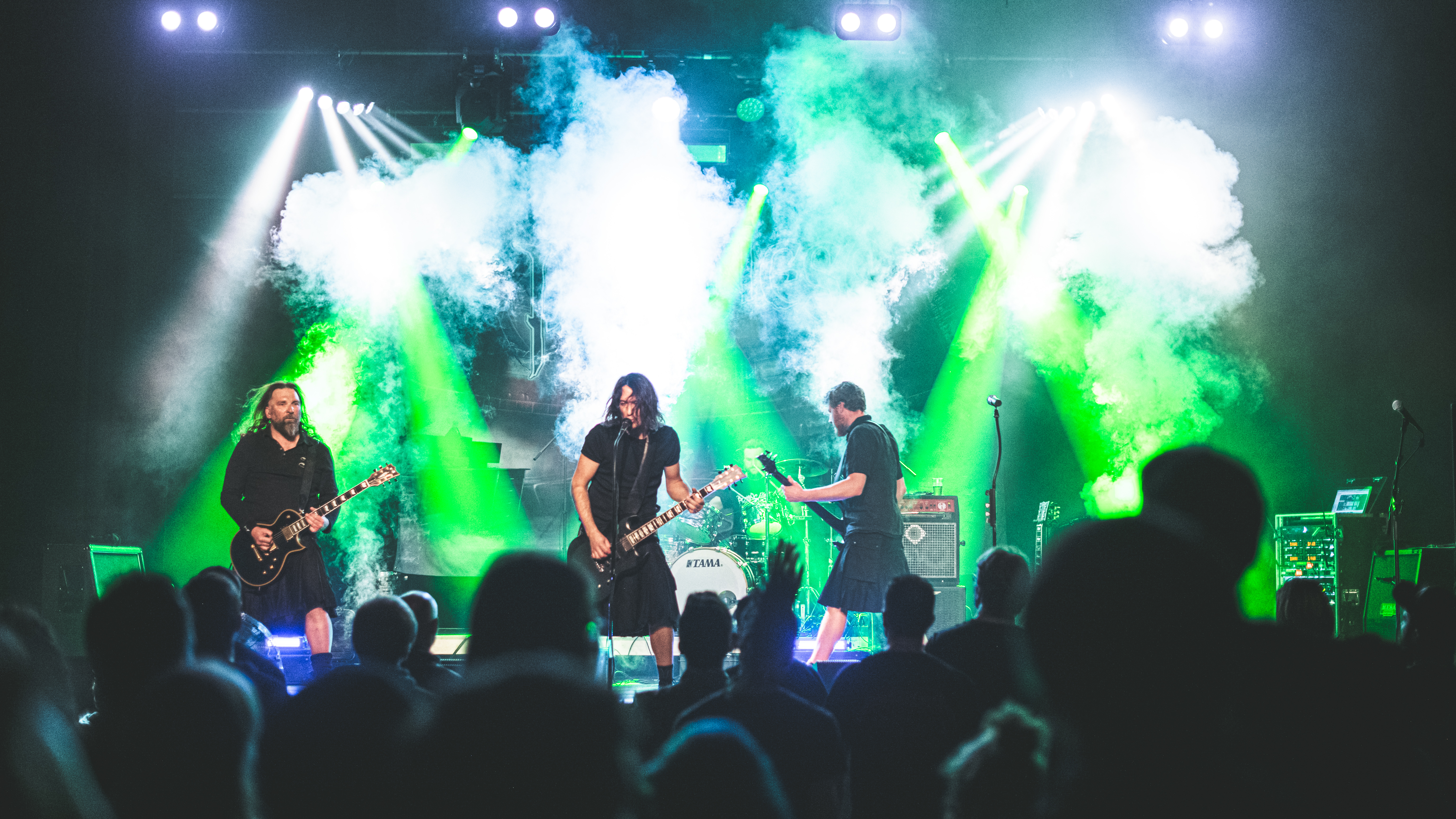
Pertness beim Elements of Rock 2022. copyright by Nate Summer-Cook

Das Elements of Rock, abgekürzt EoR, ist ein jährlich stattfindendes Metal-Festival in Uster ZH in der Schweiz. Das zweitägige Festival findet seit 2004 statt und wird durch den nichtkommerziellen Verein Elements of Rock organisiert und getragen.

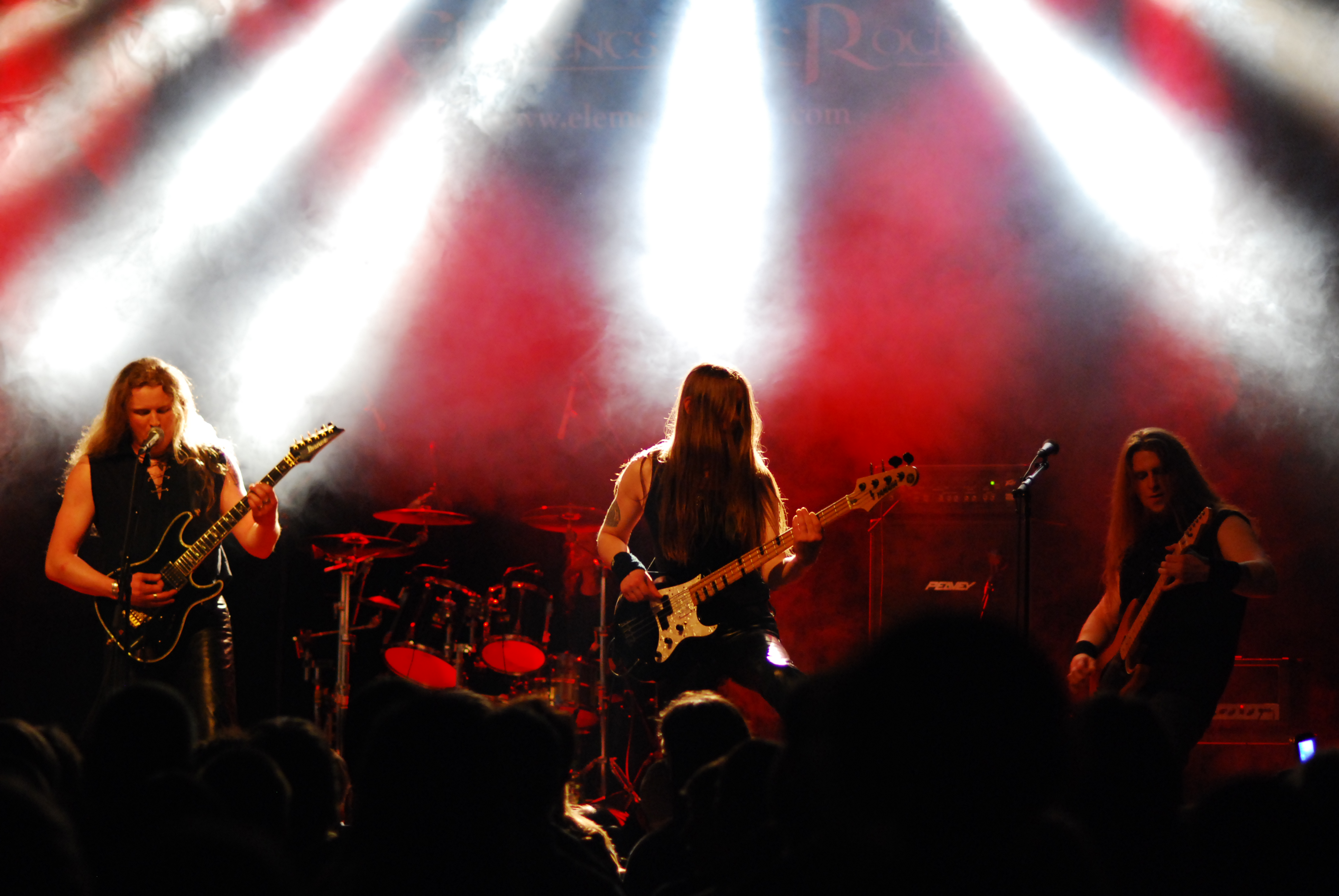
Seventh Avenue beim Elements of Rock 2008

Das Elements of Rock ist neben der Christmas Rock Night (CRN), welche jährlich in der Vorweihnachtszeit in Ennepetal (D) stattfindet eines der größten Metal-Festivals mit Bezug zum christlichen Glauben in Europa und ist in der christlichen Metal-Szene fest verankert.
International bekannte Bands wie Tourniquet, Virgin Black, Whitecross, Narnia und Cage zeigen die musikalische Qualität des Festivals. Bands aus ganz Europa sowie Schweizer Newcomerbands runden das Line-up ab.
Im Vordergrund steht für die Veranstalter neben guter Musik der Glaube an Gott, auch wenn die Bands während der Konzerte laut Veranstalter nicht predigen sollen.
Dafür wird interessierten Besuchern neben den beiden Konzertabenden in einem Tagesprogramm die Möglichkeit geboten, an Vorträgen und Gesprächen zu Themen des christlichen Glaubens und zu Metal oder an einem metallischen Gottesdienst teilzunehmen.
Vergleichbare Festivals finden in England (Destruction Fest, London), und in Skandinavien (Nordic Fest, Oslo; Resurrection Fest, Stockholm) statt. Das in Süddeutschland stattfindende Blast of Eternity orientiert sich mehr an den härteren Metal-Genres.

## Line-Up History
Die Auflistung enthält die Stilbezeichnungen wie damals vom Festival angegeben.

### 2023
- Crystal Ball (Hard Rock / Melodic Metal, CH)
- Wytch Hazel (Hard Rock / Heavy Metal, GB)
- Majestica (Symphonic Power Metal, SWE)
- Millennial Reign (Power Metal, USA)
- The Weakening (Death Metal, SWE)
- FreaKings (Thrash Metal, CH)
- Sacrificium (Death Metal, DE)
- Angelic Forces (Heavy Metal, NL)
- O.L.T.A.S (Doom Death Metal, NL)
- Triuwint (Melodic Black Metal, DE)
- Dreams in Fragments (Melodic Metal, CH)
- In Oceans Deep (Post-Hardcore, CH)

### 2022
Wegen der anhaltenden COVID-19-Pandemie fand anstelle des dreitägigen Festivals ein Konzertabend statt.
- Pertness (Heavy Metal, CH)
- Morgarten (Folk Black Metal, CH)
- Askara (Melodic Dark Metal, CH)
- AM:PM (Melodic Death / Deathcore, CH)
- Frank Needs Help (Metalcore / Deathcore, CH)
- Elcano (Nautical Metal, CH)

### 2021
Das Festival konnte wegen der COVID-19-Pandemie wiederum nicht stattfinden.
Stattdessen gab es einen Livestream mit Erinnerungen, Interviews mit Askara, Frank Needs Help und Dreams in Fragments, Hintergründe zum Festival, persönliche Einblicke der Organisatoren sowie Wettbewerbe.

### 2020
Das Festival wurde eine Woche vor dem Veranstaltungstermin wegen der COVID-19-Pandemie auf 2021 verschoben. Kurzfristig wurde ein Ersatz-Stream in Zusammenarbeit mit der Metalchurch organisiert.

### 2019
- Theocracy (Progressive Power Metal, USA)
- Eric Clayton and The Nine (Gothic/Symphonic Metal, USA/NL)
- Drottnar (Bunker Metal, NOR)
- Nomad Son (Heavy Doom Metal, Malta)
- Dark Sky (Melodic Rock/Melodic Metal, D)
- Boarders (Heavy Thrash Metal, IT)
- Three Elements (Alternative Rock, CH)
- Ashes Emblaze (Melodic Death Metal, D)
- Liquid Rain (Progressive Rock, CH)
- Rainforce (Hard Rock, CH)
- Green Labyrinth (Symphonic Metal, CH)
- Outlaw Radio (Punkrock, CH)

### 2018
- Project86 (Alternative Metal, USA)
- Pantokrator (Death Metal, SWE)
- Unseen Faith (Deathcore, DK)
- Death Therapy (Industrial Groove Metal, USA)
- Within Silence (Melodic Power Metal, SK)
- S91 (Progressive Metal, IT)
- Skald In Veum (Black Metal, SWE)
- Marhold (Progressive Melodic Metal, CH)
- Adorned Graves (Doom’n’Thrash Metal, D)
- Before We Get Buried (Metalcore, A)
- In Oceans Deep (Post-Hardcore, CH)
- Unity (Alternative Metal, CH)

### 2017
- Whitecross (Hard Rock, USA)
- Crimson Moonlight (Black Metal, SWE)
- Slechtvalk (Black Metal, NL)
- Signum Regis (Power Metal, SK)
- Hypersonic (Symphonic Power Metal, IT)
- Innerwish (Power Metal, GR)
- Vardøger (Black/Death Metal, NOR)
- Diviner (Heavy Metal, GR)
- The Buried (Death’n’Roll, D/FIN)
- FreaKings (Thrash Metal, CH)
- Askara (Progressive Gothic Metal, CH)
- Strugglers (Alternative Metal, CH)

### 2016
- Leviticus (Hard Rock/Heavy Metal, SWE)
- Jacobs Dream (Heavy/Power Metal, USA)
- Sacrificium (Death Metal, D)
- Hilastherion (Melodic Death Metal, FIN)
- Grave Declaration (Symphonic Black Metal, NOR)
- Polution (Hard Rock, CH)
- Ancient Prophecy (Heavy Metal, D)
- Opus Irae (Dark/Black Metal, D)
- Triuwint (Melodic Black Metal, D)
- Inside Mankind (Progressive Melodic Metal, IT)
- Milestone (Alternative Metal/Rock, CH)
- AM:PM (Melodic Death Metal/Deathcore, CH)

### 2015
- Narnia (Melodic Metal, SWE)
- HB (Symphonic Metal, FIN)
- Immortal Souls (Melodic Death Metal, FIN)
- Frosthardr (Black Metal, NOR)
- Three Elements (Alternative Rock, CH)
- Sleeping Romance (Melodic Metal, IT)
- Empire21(Melodic Metal, SWE)
- Bloodwork (Extreme Metal, GB)
- Malchus (Melodic Death Metal, PL)
- FreaKings (Thrash Metal, CH)
- Changed (Hard Rock, CH)
- Morgarten (Folk Black Metal, CH)

### 2014
- Gloryhammer (Symphonic Power Metal, UK)
- Modest Attraction (Hard Rock, SWE)
- My Darkest Hate (Death Metal, DE)
- Slechtvalk (Black Metal, NL)
- Pantokrator (Progressive Death Metal, SWE)
- Oskord (Folk Metal, UKR)
- Signum Regis (Power Metal, SK)
- Ascendant (Black/Death Metal, DK)
- A Sickness Unto Death (Doom Metal, DE)
- Dolohruz (Thrash Metal, CH)
- Marhold (Progressive Melodic Metal, CH)
- Frank Needs Help (Metalcore, CH)

### 2013 (10 Years Anniversary Edition)
- Whitecross (Hard Rock/Heavy Metal, USA)
- X-Sinner (Hard Rock/Heavy Metal, USA)
- Horde (Black Metal, AUS/NOR)
- King James (Heavy Metal, USA)
- Drottnar (Black Metal, NOR)
- Nomad Son (Doom Metal, Malta)
- Sacrificium (Death Metal, D)
- Rex Carroll Band (Blues Rock/Hard Rock, USA)
- Metatrone (Progressive Melodic Metal, IT)
- Innersiege (Power Metal, USA)
- Aliens Ate My Setlist (Post Hardcore/Metalcore, D)
- ForChristSake (Extreme Metal, UK)
- Petrefakt (Hard Rock, CH)
- Necroblation (Death/Thrash Metal, CH)
- Nahum (Melodic Death/Thrash Metal CZ)
- Path of Confusion (Melodic Thrash Metal, CH)

### 2012
- Barren Cross (Heavy Metal, USA)
- Crimson Moonlight (Black/Death Metal, SWE)
- Dark Sky (Melodic Metal/Hard Rock, D)
- A Hill to Die Upon (Death/Black Metal, USA)
- Stairway (Heavy Metal, UK)
- Icon Clan (Rock’n’Roll, FIN)
- Exhale (Grindcore, SWE)
- Pertness (Heavy/Power Metal, CH)
- Hypersonic (Melodic Metal, IT)
- Opus Irae (Black/Dark Metal, D)
- Endtime Prophecy (Melodic Death Metal, DE)
- Skylla's Revenge (Metalcore, CH)
- Antaraxid (Death Metal/Metalcore, CH)

### 2011
- Whitecross (Heavy Metal / Hard Rock, USA)
- Antestor (Black Metal, NO)
- Sacred Warrior (Heavy Metal, USA)
- Deuteronomium (Melodic Thrash/Death Metal, FIN)
- Rex Carroll Band (Blues Rock, USA)
- Thy Bleeding Skies (Death Metal, D)
- Lightmare (Melodic Power Metal, D)
- Twinspirits (Progressive Metal, IT/SWE)
- Emerald (Heavy Metal, CH)
- Crescent Moon (Melodic Death Metal, CH)
- Fallen Walls (Melodic Thrash/Death Metal, D)
- [Earth:Link] (Metalcore, D)
- FreaKings (Thrash Metal, CH)

### 2010
- X-Sinner (Hard Rock/Heavy Metal, USA)
- Mad Max (Hard Rock, D)
- In Vain (Progressive Extreme Metal, NOR)
- Slechtvalk (Black/Death Metal, NL)
- Sacrificium (Death Metal, D)
- World to Ashes (Melodic Death Metal, D)
- Doomenicus (Doom Metal, IT)
- Timesword (Progressive Metal, D)
- Back Pocket Prophet (Thrash Metal, UK)
- Slippery Way (Hard Rock, CH)
- T-Rage (Hard Rock/Melodic Metal, CH)
- Esacepe From Sickness (Hardcore/Metal, CH)
- Kriegerreich (Black/Death Metal, D)

### 2009
- Cage (Heavy/Power Metal, USA)
- Theocracy (Progressive Power Metal, USA)
- Seventh Angel (Thrash/Doom Metal, UK)
- Miseration (Death Metal, SWE)
- Dark Sky (Melodic Metal/Hard Rock, D)
- Illuminandi (Gothic/Folk Metal, PL)
- Inevitable End (Death Metal, SWE)
- Shadows of Paragon (Black Metal, SWE)
- Morgenroede (Black Metal, NOR)
- Vindex (Heavy/Power Metal, SK)
- Rift (Metalcore/Death Metal, D)
- Dividing Line (Gothic Rock, CH)
- Blood Drift (Death/Black Metal, B)
- Disobedience (Thrash/Death Metal, CH)

### 2008
- Seventh Avenue (Classic/Power Metal, D)
- Drottnar (Black Metal, NOR)
- Deuteronomium (Melodic Death Metal, FIN)
- David Benson’s DBeality (Heavy Metal/Traditional Doom Metal, USA)
- Kreyson (Heavy/Power Metal, SLO)
- Docile (Death Metal, COL/VEN)
- Monoblock (Gothic Metal, D)
- Metatrone (Power/Progressive Metal, IT)
- Arcane Legion (Heavy Metal, D)
- Thy Bleeding Skies (Death Metal, D/FIN)
- Exaudi (Gothic/Doom Metal, D)
- Horatio (Metalcore/Hardcore, CH/F)
- Morgarten (Black Metal, CH)

### 2007
- Virgin Black (Gothic Metal, AUS)
- Balance of Power (Progressive Metal, UK)
- Forsaken (Epic Doom Metal, Malta)
- Sacrificium (Death Metal, D)
- Pantokrator (Death Metal, SWE)
- My Silent Wake (Doom Metal, UK)
- Illuminandi (Gothic Metal, PL)
- Boarders (Heavy Metal, IT)
- Admonish (Black Metal, SWE)
- Slippery Way (Hard Rock, CH)
- Evergrace (Melodic Metal, SWE)
- Credic (Melodic Death Metal, D)

### 2006
- Rob Rock (Power Metal, USA)
- Narnia (Melodic Metal, SWE)
- Once Dead (Ex-Vengeance Rising) (Thrash Metal, USA)
- Immortal Souls (Melodic Death Metal, FIN)
- Mad Max (Hard Rock, D)
- Holy Blood (Folk Metal, UKR)
- Frosthardr (Black Metal, NOR)
- Saphena (Ex-brainfaq) (Metalcore, D)
- Dividing Line (Gothic Rock, CH)
- Inevitable End (Death/Thrash Metal, SWE)
- Brutal Martyrium (Death/Thrash Metal, CH)

### 2005
- Barren Cross (Heavy Metal, USA)
- Tourniquet (Thrash/Heavy Metal, USA)
- Slechtvalk (Black/Death Metal, NL)
- Crimson Moonlight (Black/Death Metal, SWE)
- Random Eyes (Melodic Heavy Metal / Rock, FIN)
- Pantokrator (Death Metal, SWE)
- Morphia (Death/Symphonic Doom Metal, NL)
- Lophat (Rapcore/Metalcore, USA)
- Trust (Heavy Metal, D)
- Dividing Line (Gothic Rock, CH)

### 2004
- Veni Domine (Progressive Metal, SWE)
- Immortal Souls (Melodic Death Metal, FIN)
- Seventh Avenue (Classic/Power Metal, D)
- Slechtvalk (Symphonic Black Metal, NL)
- Drottnar (Brutal Black Metal, NOR)
- Jeff Scheetz (Hard Rock/Classic Metal, USA)
- Eluveitie (Pagan/Celtic Metal, CH)
- Exaudi (Gothic/Doom Metal, D)
- Crushead (Crunch’n’Roll ,D)
- Frosthardr (Black Metal, NOR)
- Arson (Emo Rapcore, D)
- Sacrificium (Melodic Death Metal, D)
- Demoniciduth (Black Metal, CH)
- Disobedience (Melodic Thrash/Death Metal, CH)
- Heavenly Soldiers (Classic Metal, CH)